# Punam Krishan
Punam Krishan (Glasgow, 28 de mayo de 1983) es una médico, personalidad de televisión y escritora escocesa. Nació en Glasgow, aceptó un puesto en una asociación médica, pero lo dejó tras agotarse y se convirtió en médica general suplente. Presentó la serie Laid Bare de BBC Scotland, apareció en Morning Live y The Weakest Link, y escribió una columna médica y un libro infantil en Glasgow Times. En 2024, fue participante de la vigesimosegunda temporada de Strictly Come Dancing, formando pareja con Gorka Márquez.

## Biografía
Nació el 28 de mayo de 1983 en Glasgow y creció en un pequeño apartamento con su hermana menor y su familia extendida. Sus padres tuvieron un matrimonio arreglado, y se mudaron de Kapurthala en Punyab a Escocia, a fines de la década de 1970, donde su padre era dueño de una tienda de barrio. En julio de 2019, le dijo a Susan Swarbrick de The Herald que la educación era importante para su familia y que sus padres pensaban que ella se convertiría en «médica, abogada, contadora o en un fracaso», y se describió a sí misma en enero de 2019 como «criada a partes iguales con curry e Irn-Bru».
Asistió a la escuela primaria Hillhead, a la escuela secundaria Notre Dame y a la Universidad de Glasgow, donde estudió medicina. Aceptó un puesto en una asociación médica, pero se fue en septiembre de 2017 después de agotarse, y aceptó un puesto como locum (sustituta de un médico). En un artículo de abril de 2018 para Pulse Today, afirmó que había «aprendido a las duras penas a vivir sin la «satisfacción del paciente», y se volvió viral en enero siguiente después de tuitear un intercambio entre la recepcionista de su consultorio y un paciente racista.
En octubre de 2019, comenzó a presentar Laid Bare para BBC Scotland, en el que los pacientes recibían un chequeo médico completo y luego ella les daba una reprimenda. Al escribir ese mes, Swarbrick describió sus interrogatorios como «una autopsia viviente». Durante la pandemia de COVID-19 en el Reino Unido, escribió para el Glasgow Times cada semana sobre salud y sus experiencias como médico. En octubre de 2021, había comenzado a hacer apariciones en Morning Live y en BBC Radio Scotland, y en junio de 2022, publicó un libro para niños, How to Be a Doctor and Other Life-Saving Jobs. Ella apareció en The Weakest Link ese diciembre. En abril de 2024, Dorling Kindersley le encargó que escribiera otros dos libros infantiles destinados a publicarse el año siguiente; estos incluían un libro de tapa blanda sobre anatomía humana, You and Your Body, y un libro de primeros auxilios, A Superhero's First Aid Manual.
En agosto de 2024, fue anunciada como concursante de la vigesimosegunda temporada de Strictly Come Dancing, formando pareja con Gorka Márquez. Ella y Márquez fueron eliminados el 27 de octubre tras perder una votación unánime contra Shayne Ward y Nancy Xu, quedando en el undécimo puesto.